# Джинна (Антарктична станція)
Джинна(урду: جناح جنوبی قطب اسٹیشن) — літня антарктична станція, що належить Пакистану. Розташована в Землі Королеви Мод. Названа на честь Мухаммеда Алі Джинна. 

## Історія
Станцію створено у 1991 році, в рамках Пакистанської антарктичної програма Національним інститутом океанографії за підтримки Міністерства науки і технологій та військово-морського флоту Пакистану.

## Діяльність
Станція Джинна (Jinnah Station) складається з трьох лабораторій у фабричних хатах, три попередньо виготовлених іглу, виготовлених в Пакистані для розміщення 9 осіб та чотирьох наметів для різних потреб. Він також включає в себе складну безпілотну метеостанцію, з якої дані про погоду в Пакистані надходять за допомогою супутника. 
Пакистанська наукова експедиція була оснащена чоловіками, засобами та матеріалами для проведення досліджень в наступних дисциплінах: 
1. Екологія полярних морів та їх потенціал живих ресурсів.
2. Динаміка льодового поля.
3. Моніторинг погодних умов.
4. Виявлення мікроелементів в льоду, повітрі та морях та його вплив на довкілля.
5. Геологічне та геофізичне відображення району навколо станції Джинна.